# Metody (Tournas)
Metody, nazwisko świeckie Tournas (ur. 19 listopada 1946 w Nowym Jorku) – amerykański duchowny prawosławny pochodzenia greckiego, metropolita Bostonu w Greckiej Archidiecezji Ameryki.

## Życiorys
Święcenia kapłańskie przyjął w 1979 r. W 1982 otrzymał chirotonię jako biskup pomocniczy Nowego Jorku (Dystryktu Archidiecezjalnego). Intronizowany na biskupa Bostonu 8 kwietnia 1984 r.